# تطور متواز
التطوّر المتوازي هو تطوير سمة معيّنة واحدة في أنواع متباينة غير مرتبطة مع بعضها لكّنها تتشارك السمة الأصيلة نفسها بسبب تعرّضها لنفس الضغط التطوّري.

## التطوّر المتوازي مقابل التطوّر التقاربيّ
من الممكن نظريّاً عند دراسة سمةٍ واحدةٍ معيّنة تحدث في سلالتين تنحدران من سلف محدّد، تحديدَ الاتّجاهات التطوريّة المتوازية والاتّجاهات التطوّريّة التقاربيّة بدقّة، وتمييزها عن بعضها البعض بوضوح. ومع ذلك، فغالباً ما تكون معايير تعريف التطوّر التّقاربي غير واضحة عند الممارسة على عكس التطوّر الموازي، ولذلك تكون حالات التشخيص الاعتباطيّ للتطوّر التقاربيّ شائعةً في بعض الحالات.
يتمّ تعريف التطوّر على أنه تطوّرٌ موازٍ في حال تواجدت ميّزة واحدة في نوعين معيّنين مختلفين، وكان أسلافهما يتشاركون في هذا التشابه؛ أمّا في حال لم تمتلك الأسلاف نفس الميّزة، فإن تطوّر هذه الميّزة في تلك الأنواع يُعرَّفُ بأنّه تطوّر تقاربيّ. ومع ذلك، فإنّ هذا الفارق بين هذين النوعين من التطوّر ليس واضح المعالم، لسببٍ واحد، هو أنّ الشروط الآنفة الذكر تُعتبر نسبيّةً بشكلٍ جزئيّ. فجميع الكائنات الحيّة تشترك بسلفٍ مشترك مع اختلاف حداثته أو قدمه. لا يمكن في البيولوجيا التطورية حلّ معضلة مدى عودة الباحثين في الزمن للعثور على أسلاف متماثلة، ولا حلّ معضلة مدى تشابه تلك الأسلاف حتى يتمّ أخذ التطوّر الموازي في عين الاعتبار. وقد جادل بعض العلماء وفقًا لذلك بأنّه لا يمكن تمييز التطور الموازي والتطور التقاربي إلى حدّ ما. بينما يصرّ آخرون على أنّه علينا ألّا نخجل من الاعتراف با المنطقة الرماديّة بينها لأنّ العديد من الفروق المهمّة بين التطوّر الموازي والمتقارب لا تزال قائمة.
يصبح التمييز بين التطوّر المتوازي والتطوّر التقاربي أقلَّ موضوعيّة عندما تكون أشكال الأسلاف غير محدّدة أو غير معروفة، أو إذا لم يتمّ تحديد نطاق السمات المدروسة بوضوح. على سبيل المثال، يصف ريتشارد دوكينز في كتابه «صانع الساعات الأعمى The Blind Watchmaker» التشابه المذهل بين الأشكال المشيميّة والأشكال الجرابيّة بأنّه نتيجة للتطوّر التقاربي، لأنّ الثدييات لها تاريخ تطوّري طويل في القارات التي سكنتها أسلافها بشكلٍ خاصّ قبل انقراض الديناصورات، وقد سمحت فترة الانفصال بتراكم العديد من الاختلافات وثيقة الصلة. خالف ستيفن جاي جولد هذا الطرح ووصف بعض الأمثلة نفسها بأنها بدأت من السلف المشترك لجميع الجرابيّات والمشيميّات، وبالتالي فإنّها ترقى إلى التطوّر الموازي. يمكن بكلِّ تأكيد، اعتبار التطوّر تطورّاً موازياً، في حال تمّ تحديد أنّ أوجه التشابه بين نوعين مختلفين قد تطوّرت من سمة مشتركة مُستمدّة من سلسلة سلف واحد بعيد، بطرقٍ منهجيّة.
في المقابل، يجب علينا أن ننظر إلى التطوّر على أنه تطوّر تقاربيّ بالضرورة عند انتداب بنىً مختلفة تمامًا لشكلٍ ووظيفة مماثلة، فلنأخذ على سبيل المثال طفيليّ Mixotricha paradoxa، وهو ميكروب حقيقيّ النواة قام بتجميع نظام لصفوف من الأهداب الظاهرة والأجسام القاعديّة التي تشبه بشكلٍ وثيق النظام في الهدبيات. ومع ذلك، يتبيّن عند الفحص أنّ ما يبدو أنّه أهداب في Mixotricha paradoxa، هو في الواقع كائنات حية مُعايشة صغيرة، لا يحدث التطوّر الموازي في مثل هذه الحالة على الإطلاق. مثال آخر، ذيول الأسماك والحيتان المختلفة في اتّجاهاتها بشكل كبير مُستمدّةٌ من أسلاف مختلفة تماماً وفي أزمنة مختلفة، وأيّ تشابه في المنحدرين من النسل الناتج يجب أن يتطوّر بشكلٍ تقاربي؛ يمكن وصف أيّ حالة لا تتطور فيها الأنساب معًا في نفس الوقت وفي نفس الفضاء البيئي بأنها تَتطوّر بشكلٍ تقاربيّ في وقت ما من الزمن.
يُعتَبَرُ تعريف السّمة أمراً حاسماً في تقرير ما إذا كان التغيير متبايناً أو متوازٍ أو تقاربيّ. فعلى سبيل المثال، لا يتوازى تطوّر «الإبهام» السمسمي عند الباندا العملاقة بأيّ شكل من الأشكال مع تطوّر الإبهام عند الرئيسات، وخاصّة أشباه البشر، كما أنه يختلف شكليّاً عن إبهام الرئيسيات، ولكن قد تجد بعض وجهات النظر تقارباً في الوظيفة والمظهر بينهما.